# Marie de Lignac
Pour les articles homonymes, voir Lignac (homonymie).
Marie de Lignac est une écrivain française.

## Œuvres
- La Grandeur des humbles, Paris, Tolra, 1925.
- Les Semeurs de lumière, Paris, Tolra, 1930, 126 p. (Prix d'Académie, 1931).